# Montenegro no Festival Eurovisão da Canção Júnior
Montenegro foi um dos países que participou no XII Festival Eurovisão da Canção Júnior em 2014.
O 18 de julho de 2014, a televisão pública de Montenegro confirmou inesperadamente sua debut no Festival da Canção de Eurovisión Junior 2014, sendo sua primeira paricipación como país independente desde que em 2005 participou Sérvia e Montenegro.

## Participações
Legenda
     Vencedor
     2.º lugar
     3.º lugar
     Pontuação Nula ("Null Points")/Último Lugar
     Melhor classificação (fora do top 3)
     Qualificação para a final (fora do top 3)
     País-anfitrião
     Desclassificado
| Ano  | Sede  | Artista       | Canção                     | Lugar | Pts |
| ---- | ----- | ------------- | -------------------------- | ----- | --- |
| 2014 | Marsa | Maša & Lejla  | "Budi dijete na jedan dão" | 14/16 | 24  |
| 2015 | Sófia | Jana Mirković | "Oluja"                    | 14/17 | 36  |

## Votações
Montenegro tem dado mais pontos a...
| N.º | País               | Pontos |
| --- | ------------------ | ------ |
| 1   | Sérvia             | 19     |
| 2   | Malta              | 16     |
| 3   | Bulgária           | 14     |
| 4   | Itália             | 13     |
| 5   | Ucrânia            | 10     |
| 6   | Arménia            | 9      |
| 7   | Albânia            | 8      |
| 8   | Eslovénia          | 5      |
| 8   | Macedonia do Norte | 5      |
| 8   | Rússia             | 5      |
| 9   | Geórgia            | 4      |
| 9   | Chipre             | 4      |
| 10  | Austrália          | 3      |

Montenegro tem recebido mais pontos de...
| N.º | País               | Pontos |
| --- | ------------------ | ------ |
| 1   | Sérvia             | 12     |
| 2   | Malta              | 10     |
| 3   | Macedonia do Norte | 8      |
| 4   | Eslovénia          | 5      |
| 5   | Albânia            | 1      |

## 12 pontos
Montenegro tem dado 12 pontos a...
| Ano  | País   |
| ---- | ------ |
| 2014 | Itália |
| 2015 | Sérvia |